# Diocesi di Kiyinda-Mityana
La diocesi di Kiyinda-Mityana (in latino Dioecesis Kiyindana-Mityanana) è una sede della Chiesa cattolica in Uganda suffraganea dell'arcidiocesi di Kampala. Nel 2021 contava 628.330 battezzati su 1.640.680 abitanti. È retta dal vescovo Joseph Anthony Zziwa.

## Territorio
La diocesi comprende i distretti di Kiboga, Mityana, Mubende, Kyankwanzi e Gomba nella regione Centrale dell'Uganda.
Sede vescovile è la città di Mityana, dove si trova la cattedrale di San Noè Mawaggali.
Il territorio si estende su 11.965 km² ed è suddiviso in 28 parrocchie.

## Storia
La diocesi è stata eretta il 17 luglio 1981 con la bolla Ut populi Dei di papa Giovanni Paolo II, ricavandone il territorio dall'arcidiocesi di Kampala.

## Cronotassi dei vescovi
Si omettono i periodi di sede vacante non superiori ai 2 anni o non storicamente accertati.
- Emmanuel Wamala (17 luglio 1981 - 21 giugno 1988 nominato arcivescovo coadiutore di Kampala)
- Joseph Mukwaya † (21 giugno 1988 - 23 ottobre 2004 dimesso)
- Joseph Anthony Zziwa, succeduto il 23 ottobre 2004

## Statistiche
La diocesi nel 2021 su una popolazione di 1.640.680 persone contava 628.330 battezzati, corrispondenti al 38,3% del totale.
| anno | popolazione | popolazione | popolazione | presbiteri | presbiteri | presbiteri | presbiteri                | diaconi | religiosi | religiosi | parrocchie |
| anno | battezzati  | totale      | %           | numero     | secolari   | regolari   | battezzati per presbitero | diaconi | uomini    | donne     | parrocchie |
| ---- | ----------- | ----------- | ----------- | ---------- | ---------- | ---------- | ------------------------- | ------- | --------- | --------- | ---------- |
| 1988 | 310.221     | 649.000     | 47,8        | 52         | 41         | 11         | 5.965                     |         | 15        | 66        | 15         |
| 1999 | 317.000     | 677.000     | 46,8        | 72         | 64         | 8          | 4.402                     |         | 21        | 110       | 21         |
| 2000 | 316.000     | 677.000     | 46,7        | 77         | 69         | 8          | 4.103                     |         | 21        | 108       | 21         |
| 2001 | 313.464     | 700.000     | 44,8        | 75         | 68         | 7          | 4.179                     |         | 19        | 94        | 21         |
| 2002 | 317.763     | 725.400     | 43,8        | 72         | 64         | 8          | 4.413                     |         | 20        | 128       | 23         |
| 2003 | 325.954     | 796.933     | 40,9        | 70         | 59         | 11         | 4.656                     |         | 24        | 113       | 23         |
| 2004 | 337.963     | 829.488     | 40,7        | 73         | 61         | 12         | 4.629                     |         | 21        | 112       | 23         |
| 2006 | 363.144     | 882.000     | 41,2        | 87         | 74         | 13         | 4.174                     |         | 30        | 132       | 23         |
| 2007 | 374.000     | 910.000     | 41,1        | 97         | 82         | 15         | 3.855                     | 5       | 29        | 123       | 25         |
| 2013 | 526.130     | 1.395.400   | 37,7        | 114        | 106        | 8          | 4.615                     |         | 25        | 113       | 27         |
| 2016 | 558.688     | 1.471.926   | 38,0        | 133        | 125        | 8          | 4.200                     |         | 22        | 138       | 28         |
| 2019 | 598.740     | 1.575.650   | 38,0        | 137        | 130        | 7          | 4.370                     |         | 42        | 134       | 28         |
| 2021 | 628.330     | 1.640.680   | 38,3        | 139        | 132        | 7          | 4.520                     |         | 30        | 151       | 28         |